# Hollandia az 1992. évi nyári olimpiai játékokon
Hollandia a spanyolországi Barcelonában megrendezett 1992. évi nyári olimpiai játékok egyik részt vevő nemzete volt. Az országot az olimpián 20 sportágban 201 sportoló képviselte, akik összesen 15 érmet szereztek.

## Érmesek
| Érem  | Versenyző | Sportág      | Versenyszám         |
| ----- | --- | ------------ | ------------------- |
| Arany | Ellen van Langen | Atlétika     | Női 800 m           |
| Arany | Jos Lansink Piet Raymakers Bert Romp Jan Tops | Lovaglás     | Díjugratás, csapat  |
| Ezüst | Erik Dekker | Kerékpározás | Férfi mezőnyverseny |
| Ezüst | Léon van Bon | Kerékpározás | Férfi pontverseny   |
| Ezüst | Ellen Bontje Anky van Grunsven Annemarie Sanders-Keijzer Tineke Bartels-de Vries | Lovaglás     | Díjlovaglás, csapat |
| Ezüst | Piet Raymakers | Lovaglás     | Díjugratás, egyéni  |
| Ezüst | Orhan Delibas | Ökölvívás    | Nagyváltósúly       |
| Ezüst | Nemzeti válogatott Edwin Benne Peter Blangé Ron Boudrie Henk Jan Held Martin van der Horst Marko Klok Olof van der Meulen Jan Posthuma Avital Selinger Martin Teffer Ronald Zoodsma Ron Zwerver | Röplabda     | Férfi               |
| Bronz | Theo Meijer | Cselgáncs    | Férfi félnehézsúly  |
| Bronz | Irene de Kok | Cselgáncs    | Női félnehézsúly    |
| Bronz | Nico Rienks Henk Jan Zwolle | Evezés       | Férfi kétpárevezős  |
| Bronz | Monique Knol | Kerékpározás | Női mezőnyverseny   |
| Bronz | Ingrid Haringa | Kerékpározás | Női egyéni sprint   |
| Bronz | Arnold Vanderlyde | Ökölvívás    | Nehézsúly           |
| Bronz | Dorien de Vries | Vitorlázás   | Női szörfvitorlázás |

| Sport         |   |   |   | Összesen |
| Asztalitenisz | 0 | 0 | 0 | 0        |
| Atlétika      | 1 | 0 | 0 | 1        |
| Cselgáncs     | 0 | 0 | 2 | 2        |
| Evezés        | 0 | 0 | 1 | 1        |
| Gyeplabda     | 0 | 0 | 0 | 0        |
| Íjászat       | 0 | 0 | 0 | 0        |
| Kajak-kenu    | 0 | 0 | 0 | 0        |
| Kerékpározás  | 0 | 2 | 2 | 4        |
| Lovaglás      | 1 | 2 | 0 | 3        |
| Műugrás       | 0 | 0 | 0 | 0        |
| Ökölvívás     | 0 | 1 | 1 | 2        |
| Röplabda      | 0 | 1 | 0 | 1        |
| Sportlövészet | 0 | 0 | 0 | 0        |
| Szinkronúszás | 0 | 0 | 0 | 0        |
| Tenisz        | 0 | 0 | 0 | 0        |
| Tollaslabda   | 0 | 0 | 0 | 0        |
| Torna         | 0 | 0 | 0 | 0        |
| Úszás         | 0 | 0 | 0 | 0        |
| Vitorlázás    | 0 | 0 | 1 | 1        |
| Vízilabda     | 0 | 0 | 0 | 0        |
| Összesen      | 2 | 6 | 7 | 15       |

| Naponként | Naponként    | Naponként | Naponként | Naponként | Naponként | Naponként |
| --------- | ------------ | --------- | --------- | --------- | --------- | --------- |
| Nap       | Dátum        |           |           |           | Összesen  |           |
| 1.nap     | Július 25.   | —         | —         | —         | —         |           |
| 2.nap     | Július 26.   | 0         | 0         | 1         | 1         |           |
| 3.nap     | Július 27.   | 0         | 0         | 0         | 0         |           |
| 4.nap     | Július 28.   | 0         | 0         | 2         | 2         |           |
| 5.nap     | Július 29.   | 0         | 0         | 0         | 0         |           |
| 6.nap     | Július 30.   | 0         | 0         | 0         | 0         |           |
| 7.nap     | Július 31.   | 0         | 1         | 1         | 2         |           |
| 8.nap     | Augusztus 1. | 0         | 0         | 1         | 1         |           |
| 9.nap     | Augusztus 2. | 0         | 2         | 1         | 3         |           |
| 10.nap    | Augusztus 3. | 1         | 0         | 0         | 1         |           |
| 11.nap    | Augusztus 4. | 1         | 0         | 0         | 1         |           |
| 12.nap    | Augusztus 5. | 0         | 0         | 0         | 0         |           |
| 13.nap    | Augusztus 6. | 0         | 0         | 1         | 1         |           |
| 14.nap    | Augusztus 7. | 0         | 0         | 0         | 0         |           |
| 15.nap    | Augusztus 8. | 0         | 0         | 0         | 0         |           |
| 16.nap    | Augusztus 9. | 0         | 3         | 0         | 3         |           |
| Összesen  |              | 2         | 6         | 7         | 15        |           |

## Asztalitenisz
Férfi
| Versenyző   | Versenyszám | Csoportkör                                                                                         | Csoportkör | Nyolcaddöntő                     | Negyeddöntő       | Elődöntő          | Döntő             | Helyezés |
| Versenyző   | Versenyszám | Ellenfél Eredmény                                                                                  | Hely.      | Ellenfél Eredmény                | Ellenfél Eredmény | Ellenfél Eredmény | Ellenfél Eredmény | Helyezés |
| ----------- | ----------- | -------------------------------------------------------------------------------------------------- | ---------- | -------------------------------- | ----------------- | ----------------- | ----------------- | -------- |
| Paul Haldan | Egyes       | M csoport · José María Pales (ESP) · 2-0 · Anton Suseno (INA) · 2-0 · Mikael Appelgren (SWE) · 2-1 | 1.         | Ma Ven-ko (Ma Wenge) (CHN) · 0-3 | kiesett           | kiesett           | kiesett           | 9.       |

Női
| Versenyző                                      | Versenyszám | Csoportkör | Csoportkör | Nyolcaddöntő                                 | Negyeddöntő                                                            | Elődöntő          | Döntő             | Helyezés |
| Versenyző                                      | Versenyszám | Ellenfél Eredmény | Hely.      | Ellenfél Eredmény                            | Ellenfél Eredmény                                                      | Ellenfél Eredmény | Ellenfél Eredmény | Helyezés |
| ---------------------------------------------- | ----------- | --- | ---------- | -------------------------------------------- | ---------------------------------------------------------------------- | ----------------- | ----------------- | -------- |
| Kloppenburg Hubertina Vriesekoop               | Egyes       | O csoport · Hae-Ja Kim de Rimasa (ARG) · 2-0 · Lyanne Kosaka (BRA) · 2-0 · Marie Hrachová (TCH) · 1-2                                                                                   | 2.         | kiesett                                      | kiesett                                                                | kiesett           | kiesett           | 17.      |
| Hubertina Vriesekoop                           | Egyes       | N csoport · Monica Doti (BRA) · 2-0 · Bose Kaffo (NGR) · 2-0 · Daniela Gergelcseva (BUL) · 2-0                                                                                          | 1.         | Hjon Dzsonghva (Hyeon Jeong-Hwa) (KOR) · 0-3 | kiesett                                                                | kiesett           | kiesett           | 9.       |
| Mirjam Hooman-Kloppenburg Hubertina Vriesekoop | Páros       | F csoport · Brazília (BRA) · Monica Doti · Lyanne Kosaka · 2-0 · Ausztrália (AUS) · Ying Kwok · Kerri Tepper · 2-0 · Független résztvevők (IOP) · Jasna Fazlić · Gordana Perkučin · 2-1 | 1.         |                                              | Kína (CHN) · Teng Ja-ping (Deng Yaping) · Csiao Hung (Qiao Hong) · 1-3 | kiesett           | kiesett           | 5.       |

## Atlétika
Férfi
| Versenyző           | Versenyszám     | Előfutam      | Előfutam      | Előfutam      | Elődöntő | Elődöntő | Elődöntő | Döntő         | Döntő         |
| Versenyző           | Versenyszám     | Idő           | Hely.         | Össz.         | Idő      | Hely.    | Össz.    | Idő           | Helyezés      |
| ------------------- | --------------- | ------------- | ------------- | ------------- | -------- | -------- | -------- | ------------- | ------------- |
| Marko Koers         | 800 m           | 1:46,88       | 2.            | 11.           | 1:52,23  | 7.       | 23.      | kiesett       | kiesett       |
| Robin van Helden    | 800 m           | 1:48,05       | 4.            | 21.           | 1:46,98  | 5.       | 16.      | kiesett       | kiesett       |
| Robin van Helden    | 1500 m          | nem ért célba | nem ért célba | nem ért célba | kiesett  | kiesett  | kiesett  | kiesett       | kiesett       |
| Marcel Versteeg     | 5000 m          | 13:35,95      | 3.            | 13.           |          |          |          | 13:48,32      | 15.           |
| Antonius Dirks      | Maraton         |               |               |               |          |          |          | nem ért célba | nem ért célba |
| Bert van Vlaanderen | Maraton         |               |               |               |          |          |          | 2:15:47       | 15.           |
| Harold van Beek     | 50 km gyaloglás |               |               |               |          |          |          | 4:24:28       | 31.           |

| Versenyző     | Versenyszám | 100 m | 100 m | Távolugrás | Távolugrás | Súlylökés | Súlylökés | Magasugrás | Magasugrás | 400 m | 400 m | 110 m gát | 110 m gát | Diszkoszvetés | Diszkoszvetés | Rúdugrás | Rúdugrás | Gerelyhajítás | Gerelyhajítás | 1500 m  | 1500 m | Végeredmény | Végeredmény |
| Versenyző     | Versenyszám | Idő   | Pont  | Eredmény   | Pont       | Eredmény  | Pont      | Eredmény   | Pont       | Idő   | Pont  | Idő       | Pont      | Eredmény      | Pont          | Eredmény | Pont     | Eredmény      | Pont          | Idő     | Pont   | Pont        | Helyezés    |
| ------------- | ----------- | ----- | ----- | ---------- | ---------- | --------- | --------- | ---------- | ---------- | ----- | ----- | --------- | --------- | ------------- | ------------- | -------- | -------- | ------------- | ------------- | ------- | ------ | ----------- | ----------- |
| Robert de Wit | Tízpróba    | 11,09 | 841   | 702 cm     | 818        | 15,48 m   | 819       | 200 cm     | 803        | 49,24 | 850   | 14,89     | 863       | 48,34 m       | 836           | 480 cm   | 849      | 61,36 m       | 758           | 4:41,39 | 672    | 8109        | 10.         |

Női
| Versenyző                                                                          | Versenyszám     | Előfutam | Előfutam | Előfutam | Negyeddöntő | Negyeddöntő | Negyeddöntő | Elődöntő | Elődöntő | Elődöntő | Döntő    | Döntő    |
| Versenyző                                                                          | Versenyszám     | Idő      | Hely.    | Össz.    | Idő         | Hely.       | Össz.       | Idő      | Hely.    | Össz.    | Idő      | Helyezés |
| ---------------------------------------------------------------------------------- | --------------- | -------- | -------- | -------- | ----------- | ----------- | ----------- | -------- | -------- | -------- | -------- | -------- |
| Cornelli Fiere-Cooman                                                              | 100 m           | 11,47    | 3.       | 15.      | 11,55       | 5.          | 17.         | kiesett  | kiesett  | kiesett  | kiesett  | kiesett  |
| Catharina de Lange                                                                 | 200 m           | 23,53    | 3.       | 22.      | 23,41       | 6.          | 22.         | kiesett  | kiesett  | kiesett  | kiesett  | kiesett  |
| Stella Jongmans                                                                    | 800 m           | 2:02,26  | 5.       | 22.      |             |             |             | kiesett  | kiesett  | kiesett  | kiesett  | kiesett  |
| Ellen van Langen                                                                   | 800 m           | 1:59,86  | 2.       | 5.       |             |             |             | 2:00,68  | 2.       | 8.       | 1:55,54  |          |
| Christine Toonstra                                                                 | 10 000 m        | 32:07,42 | 5.       | 7.       |             |             |             |          |          |          | 31:47,38 | 11.      |
| Jacoba van der Kooij Jacqueline Poelman Catharina de Lange Petronella Huijbrechtse | 4 × 100 m váltó | 43,91    | 6.       | 11.      |             |             |             |          |          |          | kiesett  | kiesett  |

## Cselgáncs
Férfi
| Versenyző      | Versenyszám  | Selejtező                      | 32-es főtábla                   | Nyolcaddöntő                                  | Negyeddöntő                     | Elődöntő                       | Vigaszág első kör | Vigaszág nyolcaddöntő                 | Vigaszág negyeddöntő             | Vigaszág elődöntő | Bronz- mérkőzés                    | Döntő             | Helyezés |
| Versenyző      | Versenyszám  | Ellenfél Eredmény              | Ellenfél Eredmény               | Ellenfél Eredmény                             | Ellenfél Eredmény               | Ellenfél Eredmény              | Ellenfél Eredmény | Ellenfél Eredmény                     | Ellenfél Eredmény                | Ellenfél Eredmény | Ellenfél Eredmény                  | Ellenfél Eredmény | Helyezés |
| -------------- | ------------ | ------------------------------ | ------------------------------- | --------------------------------------------- | ------------------------------- | ------------------------------ | ----------------- | ------------------------------------- | -------------------------------- | ----------------- | ---------------------------------- | ----------------- | -------- |
| Anthonie Wurth | Váltósúly    | erőnyerő                       | João de Souza (ANG) · 1000-0000 | Hrisztódulosz Kaciniorídisz (CYP) · 1000-0000 | Jason Morris (USA) · 0000-0010  |                                |                   |                                       | Sharip Varayev (EUN) · 0000-1000 | kiesett           | kiesett                            |                   | 9.       |
| Ben Spijkers   | Középsúly    | Filip Leščak (SLO) · 1000-0000 | Nicolas Gill (CAN) · 0000-0100  |                                               |                                 |                                |                   | Vang Nan (Wang Nan) (CHN) · 0010-0000 | Okada Hirotaka (JPN) · 0000-1000 | kiesett           | kiesett                            |                   | 9.       |
| Theo Meijer    | Félnehézsúly | erőnyerő                       | Vladas Burba (LTU) · 0010-0000  | Kai Jaszuhiro (JPN) · 0010-0000               | Leonard White (USA) · 0001-0000 | Kovács Antal (HUN) · 0000-0010 |                   |                                       |                                  |                   | Indrek Pertelson (EST) · 0001-0000 |                   |          |
| Dennis Raven   | Nehézsúly    |                                | Juha Salonen (FIN) · 1000-0000  | Rafał Kubacki (POL) · 0000-1000               | kiesett                         | kiesett                        |                   |                                       |                                  |                   |                                    |                   | 17.      |

Női
| Versenyző           | Versenyszám  | Selejtező                              | Nyolcaddöntő                           | Negyeddöntő                      | Elődöntő                           | Vigaszág nyolcaddöntő                     | Vigaszág negyeddöntő           | Vigaszág elődöntő | Bronz- mérkőzés                       | Döntő             | Helyezés |
| Versenyző           | Versenyszám  | Ellenfél Eredmény                      | Ellenfél Eredmény                      | Ellenfél Eredmény                | Ellenfél Eredmény                  | Ellenfél Eredmény                         | Ellenfél Eredmény              | Ellenfél Eredmény | Ellenfél Eredmény                     | Ellenfél Eredmény | Helyezés |
| ------------------- | ------------ | -------------------------------------- | -------------------------------------- | -------------------------------- | ---------------------------------- | ----------------------------------------- | ------------------------------ | ----------------- | ------------------------------------- | ----------------- | -------- |
| Jessica Gal         | Harmatsúly   | erőnyerő                               | Dina Maksutova (EUN) · 0010-0000       | Paula Saldanha (POR) · 1000-0000 | Mizogucsi Noriko (JPN) · 0000-1000 |                                           |                                |                   | Sharon Rendle (GBR) · 0000-1000       |                   | 5.       |
| Gooitske Marsman    | Könnyűsúly   | Inna Toropeyeva (EUN) · 0010-0000      | Tateno Csijori (JPN) · 0000-0010       | kiesett                          | kiesett                            |                                           |                                |                   |                                       |                   | 14.      |
| Jenny Gal           | Váltósúly    | Laurie Pace (MLT) · 1000-0000          | Frauke Eickhoff (GER) · 0000-0100      |                                  |                                    | Jelena Petrova (EUN) · 0000-1000          | kiesett                        | kiesett           | kiesett                               |                   | 13.      |
| Marie Chantal Han   | Középsúly    | Emanuela Pierantozzi (ITA) · 0000-0100 |                                        |                                  |                                    | Helena Miagian Papilaya (INA) · 0001-0000 | Claire Lecat (FRA) · 0000-0001 | kiesett           | kiesett                               |                   | 9.       |
| Irene de Kok        | Félnehézsúly | Laetitia Meignan (FRA) · 0010-0000     | Simona Richter (ROU) · 1000-0000       | Ulla Werbrouck (BEL) · 0001-0000 | Tanabe Jóko (JPN) · 0000-0010      |                                           |                                |                   | Regina Schüttenhelm (GER) · 1000-0000 |                   |          |
| Monique van der Lee | Nehézsúly    | erőnyerő                               | Szvetlana Gundarenko (EUN) · 0000-0100 | kiesett                          | kiesett                            |                                           |                                |                   |                                       |                   | 16.      |

## Evezés
Férfi
| Versenyző                                                    | Versenyszám              | Előfutam | Előfutam | Vigaszág | Vigaszág | Elődöntő | Elődöntő | Elődöntő | Döntő | Döntő   | Döntő | Helyezés |
| Versenyző                                                    | Versenyszám              | Idő      | Hely.    | Idő      | Hely.    | Típus    | Idő      | Hely.    | Típus | Idő     | Hely. | Helyezés |
| ------------------------------------------------------------ | ------------------------ | -------- | -------- | -------- | -------- | -------- | -------- | -------- | ----- | ------- | ----- | -------- |
| Frans Göbel                                                  | Egypárevezős             | 7:17,75  | 6.       | 7:09,98  | 3.       | C/D      | 7:09,72  | 2.       | C     | 7:12,76 | 4.    | 16.      |
| Henk Jan Zwolle Nico Rienks                                  | Kétpárevezős             | 6:31,90  | 1.       |          |          | A/B      | 6:19,15  | 2.       | A     | 6:22,82 | 3.    |          |
| Sjors van Iwaarden Kai Compagner                             | Kormányos nélküli kettes | 6:42,91  | 2.       | 6:46,43  | 1.       | A/B      | 6:39,85  | 5.       | B     | 6:37,22 | 2.    | 8.       |
| Hans Keldermann Ronald Florijn Koos Maasdijk Rutger Arisz    | Négypárevezős            | 5:49,39  | 2.       |          |          | A/B      | 5:50,12  | 3.       | A     | 5:48,92 | 5.    | 5.       |
| Bart Peters Niels van der Zwan Jaap Krijtenburg Sven Schwarz | Kormányos nélküli négyes | 6:01,19  | 2.       |          |          | A/B      | 6:00,55  | 3.       | A     | 5:59,14 | 5.    | 5.       |

Női
| Versenyző                                                            | Versenyszám   | Előfutam | Előfutam | Vigaszág | Vigaszág | Elődöntő | Elődöntő | Elődöntő | Döntő | Döntő   | Döntő | Helyezés |
| Versenyző                                                            | Versenyszám   | Idő      | Hely.    | Idő      | Hely.    | Típus    | Idő      | Hely.    | Típus | Idő     | Hely. | Helyezés |
| -------------------------------------------------------------------- | ------------- | -------- | -------- | -------- | -------- | -------- | -------- | -------- | ----- | ------- | ----- | -------- |
| Irene Eijs                                                           | Egypárevezős  | 7:52,13  | 3.       |          |          | A/B      | 7:40,44  | 4.       | B     | 8:09,62 | 2.    | 8.       |
| Rita de Jong Marie-José de Groot                                     | Kétpárevezős  | 7:23,59  | 3.       |          |          | A/B      | 7:14,90  | 5.       | B     | 6:10,62 | 4.    | 10.      |
| Laurien Vermulst Marjan Pentenga Anita Meiland Harriet van Ettekoven | Négypárevezős | 6:33,84  | 3.       | 6:34,78  | 2.       |          |          |          | A     | 6:32,40 | 4.    | 4.       |

## Gyeplabda

### Férfi
| Holland férfi gyeplabdacsapat-játékoskeret | Holland férfi gyeplabdacsapat-játékoskeret |
| --- | --- |
| - Floris Jan Bovelander - Jacques Brinkman - Marc Delissen - Cees Jan Diepeveen - Pieter van Ede - Leo Klein Gebbink - Maarten van Grimbergen - Taco van den Honert | - Hendrik Jan Kooijman - Harrie Kwinten - Frank Leistra - Bart Looije - Wouter van Pelt - Bastiaan Poortenaar - Stephan Veen - Gijsbert Weterings - Szövetségi kapitány: Hans Drritsma |

#### Eredmények
Csoportkör
B csoport
| Csapat                  | M | Gy | D | V | G+ | G– | Gk  | P  |
| ----------------------- | - | -- | - | - | -- | -- | --- | -- |
| Pakisztán (PAK)         | 5 | 5  | 0 | 0 | 20 | 6  | +14 | 10 |
| Hollandia (NED)         | 5 | 4  | 0 | 1 | 20 | 10 | +10 | 8  |
| Spanyolország (ESP)     | 5 | 3  | 0 | 2 | 15 | 11 | +4  | 6  |
| Új-Zéland (NZL)         | 5 | 1  | 0 | 4 | 7  | 12 | –5  | 2  |
| Egyesített Csapat (EUN) | 5 | 1  | 0 | 4 | 12 | 20 | –8  | 2  |
| Malajzia (MAS)          | 5 | 1  | 0 | 4 | 9  | 24 | –15 | 2  |

| 1992. július 26. 20:00 | Hollandia (NED)        | 5–2   | Egyesített Csapat (EUN) | Játékvezetők: Eduardo Ruiz (ARG) Christopher Todd (GBR) |
| 1992. július 26. 20:00 | Bovelander 4 Weterings | (2–0) | Gyeputatov Safonov      | Játékvezetők: Eduardo Ruiz (ARG) Christopher Todd (GBR) |

| 1992. július 28. 18:00 | Spanyolország (ESP) | 2–3   | Hollandia (NED) | Játékvezetők: Raymond Prior (AUS) T. S. Bhullar (IND) |
| 1992. július 28. 18:00 | Iglesias Usoz       | (1–1) | Bovelander 3    | Játékvezetők: Raymond Prior (AUS) T. S. Bhullar (IND) |

| 1992. július 30. 17:30 | Hollandia (NED)                      | 4–3   | Új-Zéland (NZL)           | Játékvezetők: Raymond Prior (AUS) Claude Seidler (GER) |
| 1992. július 30. 17:30 | Delissen Weterings Bovelander Honert | (1–2) | McLeod Radovonich G. Russ | Játékvezetők: Raymond Prior (AUS) Claude Seidler (GER) |

| 1992. augusztus 1. 10:15 | Hollandia (NED) | 2–3   | Pakisztán (PAK) | Játékvezetők: Alain Michel Renaud (FRA) Heinz Wolter (GER) |
| 1992. augusztus 1. 10:15 | Veen Bovelander | (1–1) | Bashir 2 Zaman  | Játékvezetők: Alain Michel Renaud (FRA) Heinz Wolter (GER) |

| 1992. augusztus 3. 9:45 | Hollandia (NED)     | 6–0   | Malajzia (MAS) | Játékvezetők: Claude Seidler (GER) Graham Nash (GBR) |
| 1992. augusztus 3. 9:45 | Delissen 3 Honert 3 | (3–0) |                | Játékvezetők: Claude Seidler (GER) Graham Nash (GBR) |

Elődöntő
| 1992. augusztus 5. 19:00 | Ausztrália (AUS)     | 3–2   | Hollandia (NED) | Játékvezetők: Santiago Valera (ESP) Patrick van Beneden (BEL) |
| 1992. augusztus 5. 19:00 | Bodimeade Lewis Wark | (2–1) | Bovelander 2    | Játékvezetők: Santiago Valera (ESP) Patrick van Beneden (BEL) |

Bronzmérkőzés
| 1992. augusztus 8. 17:00 | Hollandia (NED)         | 3–4   | Pakisztán (PAK)          | Játékvezetők: Patrick van Beneden (BEL) Dennis Graham (GBR) |
| 1992. augusztus 8. 17:00 | Delissen Weterings Veen | (2–0) | Bashir 2 Ibrahim Shahbaz | Játékvezetők: Patrick van Beneden (BEL) Dennis Graham (GBR) |

| Csapat          | Helyezés |
| --------------- | -------- |
| Hollandia (NED) | 4.       |

### Női
| Holland női gyeplabdacsapat-játékoskeret | Holland női gyeplabdacsapat-játékoskeret |
| --- | --- |
| - Helen Lejeune-van der Ben - Carina Benninga - Carina Bleeker - Annemieke Fokke - Noor Holsboer - Danielle Koenen - Caroline van Nieuwenhuyze-Leenders - Jeannette Lewin | - Martine Ohr - Wietske de Ruiter - Florentine Steenberghe - Carole Thate - Jacqueline Toxopeus - Cécile Vinke - Ingrid Wolff - Mieketine Wouters - Szövetségi kapitány: Roelant Oltmans |

#### Eredmények
Csoportkör
B csoport
| Csapat               | M | Gy | D | V | G+ | G– | Gk | P |
| -------------------- | - | -- | - | - | -- | -- | -- | - |
| Dél-Korea (KOR)      | 3 | 2  | 0 | 1 | 8  | 3  | +5 | 4 |
| Nagy-Britannia (GBR) | 3 | 2  | 0 | 1 | 7  | 5  | +2 | 4 |
| Hollandia (NED)      | 3 | 2  | 0 | 1 | 4  | 3  | +1 | 4 |
| Új-Zéland (NZL)      | 3 | 0  | 0 | 3 | 2  | 10 | –8 | 0 |

| 1992. július 27. 20:00 | Hollandia (NED)            | 2–1   | Nagy-Britannia (GBR) | Játékvezetők: Peri Buckley (AUS) Virginia Laje Davilla (ESP) |
| 1992. július 27. 20:00 | Lejeune-van der Ben Ruiter | (1–1) | Nevill               | Játékvezetők: Peri Buckley (AUS) Virginia Laje Davilla (ESP) |

| 1992. július 29. 20:00 | Hollandia (NED)       | 2–0   | Új-Zéland (NZL) | Játékvezetők: Renee Chatas (USA) Louise Lanning (CAN) |
| 1992. július 29. 20:00 | Lejeune-van der Ben 2 | (2–0) |                 | Játékvezetők: Renee Chatas (USA) Louise Lanning (CAN) |

| 1992. augusztus 2. 16:00 | Dél-Korea (KOR)                                        | 2–0   | Hollandia (NED) | Játékvezetők: Peri Buckley (AUS) Maria Hernandez (ESP) |
| 1992. augusztus 2. 16:00 | Jang Hjeszuk (Yang Hye-Suk) I Gjonghi (Lee Gyeong-Hui) | (1–0) |                 | Játékvezetők: Peri Buckley (AUS) Maria Hernandez (ESP) |

Az 5–8. helyért
| 1992. augusztus 4. 17:30 | Hollandia (NED)                 | 2–0   | Kanada (CAN) | Játékvezetők: Virginia Laje Davilla (ESP) Gill Clarke (GBR) |
| 1992. augusztus 4. 17:30 | Steenberghe Lejeune-van der Ben | (0–0) |              | Játékvezetők: Virginia Laje Davilla (ESP) Gill Clarke (GBR) |

Az 5. helyért
| 1992. augusztus 6. 17:30 | Ausztrália (AUS)        | 2–0   | Hollandia (NED) | Játékvezetők: Jane Robertson (GBR) Louise Lanning (CAN) |
| 1992. augusztus 6. 17:30 | Annan Powell-Carruthers | (0–0) |                 | Játékvezetők: Jane Robertson (GBR) Louise Lanning (CAN) |

| Csapat          | Helyezés |
| --------------- | -------- |
| Hollandia (NED) | 6.       |

## Íjászat
Férfi
| Versenyző                                 | Versenyszám | Selejtező | Selejtező | Selejtező | Selejtező | Selejtező | Selejtező | Selejtező | Selejtező | Selejtező | Selejtező | Kieséses szakasz                      | Kieséses szakasz                                                                | Kieséses szakasz  | Kieséses szakasz  | Kieséses szakasz  | Helyezés |
| Versenyző                                 | Versenyszám | 30 m      | 30 m      | 50 m      | 50 m      | 70 m      | 70 m      | 90 m      | 90 m      | Pont      | Hely.     | 32-es főtábla                         | Nyolcaddöntő                                                                    | Negyeddöntő       | Elődöntő          | Döntő             | Helyezés |
| Versenyző                                 | Versenyszám | Pont      | Hely.     | Pont      | Hely.     | Pont      | Hely.     | Pont      | Hely.     | Pont      | Hely.     | Ellenfél Eredmény                     | Ellenfél Eredmény                                                               | Ellenfél Eredmény | Ellenfél Eredmény | Ellenfél Eredmény | Helyezés |
| ----------------------------------------- | ----------- | --------- | --------- | --------- | --------- | --------- | --------- | --------- | --------- | --------- | --------- | ------------------------------------- | ------------------------------------------------------------------------------- | ----------------- | ----------------- | ----------------- | -------- |
| Bernard Camps                             | Egyéni      | 339       | 56.       | 309       | 54.       | 309       | 59.       | 285       | 36.       | 1242      | 55.       | kiesett                               | kiesett                                                                         | kiesett           | kiesett           | kiesett           | 55.      |
| Erwin Verstegen                           | Egyéni      | 346       | 26.       | 317       | 36.       | 318       | 38.       | 298       | 18.       | 1279      | 28.       | Simon Fairweather (AUS) (5.) · 107-98 | Jay Barrs (USA) (12.) · 104-106                                                 | kiesett           | kiesett           | kiesett           | 9.       |
| Henk Vogels                               | Egyéni      | 345       | 32.       | 320       | 24.       | 314       | 48.       | 287       | 33.       | 1266      | 34.       | kiesett                               | kiesett                                                                         | kiesett           | kiesett           | kiesett           | 34.      |
| Bernard Camps Erwin Verstegen Henk Vogels | Csapat      | 1030      | 11.       | 946       | 9.        | 941       | 17.       | 870       | 9.        | 3787      | 12.       |                                       | Finnország (FIN) · Ismo Falck · Jari Lipponen · Tomi Poikolainen (5.) · 236-237 | kiesett           | kiesett           | kiesett           | 11.      |

Női
| Versenyző                                                            | Versenyszám | Selejtező | Selejtező | Selejtező | Selejtező | Selejtező | Selejtező | Selejtező | Selejtező | Selejtező | Selejtező | Kieséses szakasz                        | Kieséses szakasz                                                                                                   | Kieséses szakasz  | Kieséses szakasz  | Kieséses szakasz  | Helyezés |
| Versenyző                                                            | Versenyszám | 30 m      | 30 m      | 50 m      | 50 m      | 60 m      | 60 m      | 70 m      | 70 m      | Pont      | Hely.     | 32-es főtábla                           | Nyolcaddöntő | Negyeddöntő       | Elődöntő          | Döntő             | Helyezés |
| Versenyző                                                            | Versenyszám | Pont      | Hely.     | Pont      | Hely.     | Pont      | Hely.     | Pont      | Hely.     | Pont      | Hely.     | Ellenfél Eredmény                       | Ellenfél Eredmény                                                                                                  | Ellenfél Eredmény | Ellenfél Eredmény | Ellenfél Eredmény | Helyezés |
| -------------------------------------------------------------------- | ----------- | --------- | --------- | --------- | --------- | --------- | --------- | --------- | --------- | --------- | --------- | --------------------------------------- | --- | ----------------- | ----------------- | ----------------- | -------- |
| Sjan van Dijk                                                        | Egyéni      | 319       | 58.       | 265       | 60.       | 297       | 57.       | 273       | 56.       | 1154      | 59.       | kiesett                                 | kiesett | kiesett           | kiesett           | kiesett           | 59.      |
| Jacqueline van Rozendaal-van Gerven                                  | Egyéni      | 342       | 24.       | 311       | 27.       | 315       | 44.       | 303       | 26.       | 1271      | 27.       | Hatuna Kvrivisvili (EUN) (6.) · 102-108 | kiesett | kiesett           | kiesett           | kiesett           | 20.      |
| Christel Verstegen                                                   | Egyéni      | 345       | 14.       | 308       | 32.       | 327       | 21.       | 295       | 37.       | 1275      | 25.       | Lai Fang-Mei (TPE) (8.) · 100-109       | kiesett | kiesett           | kiesett           | kiesett           | 23.      |
| Sjan van Dijk Jacqueline van Rozendaal-van Gerven Christel Verstegen | Csapat      | 1006      | 13.       | 884       | 16.       | 939       | 14.       | 871       | 14.       | 3700      | 14.       |                                         | Kína (CHN) · Ma Hsziang-csün (Ma Xiangjun) · Vang Hung (Wang Hong) · Vang Hsziao-csu (Wang Xiaozhu) (3.) · 230-230 | kiesett           | kiesett           | kiesett           | 12.      |

## Kajak-kenu

### Síkvízi
Férfi
| Versenyző                       | Versenyszám         | Előfutam | Előfutam | Előfutam | Vigaszág | Vigaszág | Vigaszág | Elődöntő | Elődöntő | Elődöntő | Döntő   | Döntő    |
| Versenyző                       | Versenyszám         | Idő      | Hely.    | Össz.    | Idő      | Hely.    | Össz.    | Idő      | Hely.    | Össz.    | Idő     | Helyezés |
| ------------------------------- | ------------------- | -------- | -------- | -------- | -------- | -------- | -------- | -------- | -------- | -------- | ------- | -------- |
| Jan-Dirk Nijkamp Marcus Weijzen | Kajak kettes 500 m  | 1:40,58  | 4.       | 20.      | 1:36,00  | 4.       | 14.      | kiesett  | kiesett  | kiesett  | kiesett | kiesett  |
| Jan-Dirk Nijkamp Marcus Weijzen | Kajak kettes 1000 m | 3:31,52  | 6.       | 22.      | 3:20,18  | 5.       | 10.*     | kiesett  | kiesett  | kiesett  | kiesett | kiesett  |

* - egy másik egységgel azonos időt ért el

### Szlalom
Férfi
| Versenyző    | Versenyszám | Döntő    | Döntő    | Döntő    | Döntő    | Döntő         | Helyezés |
| Versenyző    | Versenyszám | 1. futam | 1. futam | 2. futam | 2. futam | Jobb eredmény | Helyezés |
| Versenyző    | Versenyszám | Pont     | Hely.    | Pont     | Hely.    | Pont          | Helyezés |
| ------------ | ----------- | -------- | -------- | -------- | -------- | ------------- | -------- |
| Michael Reys | Kajak egyes | 111,90   | 6.       | 224,73   | 41.      | 111,90        | 11.      |
| Frits Sins   | Kajak egyes | 122,35   | 26.      | 114,77   | 10.      | 114,77        | 19.      |

## Kerékpározás

### Országúti kerékpározás
Férfi
| Versenyző                                                    | Versenyszám     | Idő            | Helyezés |
| ------------------------------------------------------------ | --------------- | -------------- | -------- |
| Rob Compas                                                   | Mezőnyverseny   | 4:36:33(+1:12) | 72.      |
| Erik Dekker                                                  | Mezőnyverseny   | 4:35:22(+0:01) |          |
| Richard Groenendaal                                          | Mezőnyverseny   | 4:35:56(+0:35) | 17.      |
| John den Braber Pelle Kil Jacob ten Kortenaar Bertus Voskamp | Csapat időfutam | 2:07:49(+6:10) | 9.       |

Női
| Versenyző                     | Versenyszám   | Idő            | Helyezés |
| ----------------------------- | ------------- | -------------- | -------- |
| Petra Grimbergen              | Mezőnyverseny | 2:05:03(+0:21) | 29.      |
| Leontien Zijlaard-van Moorsel | Mezőnyverseny | 2:05:03(+0:21) | 23.      |
| Monique Knol                  | Mezőnyverseny | 2:05:03(+0:21) |          |

### Pálya-kerékpározás
Sprintversenyek
| Versenyző            | Versenyszám  | Selejtező | Selejtező | 1. forduló                                        | 1. forduló | Vigaszág selejtező         | Vigaszág selejtező | Vigaszág döntő       | Vigaszág döntő | 2. forduló             | 2. forduló | Vigaszág             | Vigaszág | Negyeddöntő                        | 5–8. helyért           | 5–8. helyért | Elődöntő                                      | Döntő                                                    | Helyezés    |
| Versenyző            | Versenyszám  | Idő       | Hely.     | Ellenfél Győztes idő                              | Hely.      | Ellenfél Győztes idő       | Hely.              | Ellenfél Győztes idő | Hely.          | Ellenfelek Győztes idő | Hely.      | Ellenfél Győztes idő | Hely.    | Ellenfél Győztes idő               | Ellenfelek Győztes idő | Hely.        | Ellenfél Győztes idő                          | Ellenfél Győztes idő                                     | Helyezés    |
| -------------------- | ------------ | --------- | --------- | ------------------------------------------------- | ---------- | -------------------------- | ------------------ | -------------------- | -------------- | ---------------------- | ---------- | -------------------- | -------- | ---------------------------------- | ---------------------- | ------------ | --------------------------------------------- | -------------------------------------------------------- | ----------- |
| Dirk Jan van Hameren | Férfi egyéni | 11,284    | 17.       | Gary Neiwand (AUS) · Jhon González (COL) · 11,319 | 3.         | Jon Andrews (NZL) · 11,251 | 2.                 | kiesett              | kiesett        | kiesett                | kiesett    | kiesett              | kiesett  | kiesett                            | kiesett                | kiesett      | kiesett                                       | kiesett                                                  | helyezetlen |
| Ingrid Haringa       | Női egyéni   | 11,419    | 1.        | Vang Jen (CHN) · Rita Razmaitė (LTU) · 12,179     | 1.         |                            |                    |                      |                |                        |            |                      |          | Kuroki Mika (JPN) · 12,662, 12,792 |                        |              | Annett Neumann (GER) · 12,263, 11,889, 12,285 | Bronzmérkőzés · Félicia Ballanger (FRA) · 12,402, 12,400 |             |

Üldözőversenyek
| Versenyző                                                        | Versenyszám                | Selejtező | Selejtező | Negyeddöntő                      | Negyeddöntő | Negyeddöntő | Elődöntő     | Elődöntő  | Elődöntő | Döntő        | Döntő     | Helyezés |
| Versenyző                                                        | Versenyszám                | Idő       | Hely.     | Ellenfél Idő                     | Saját idő   | Hely.       | Ellenfél Idő | Saját idő | Hely.    | Ellenfél Idő | Saját idő | Helyezés |
| ---------------------------------------------------------------- | -------------------------- | --------- | --------- | -------------------------------- | ----------- | ----------- | ------------ | --------- | -------- | ------------ | --------- | -------- |
| Servais Knaven                                                   | Férfi egyéni üldözőverseny | 4:40,436  | 12.       | Michal Baldrián (TCH) · 4:39,625 | 4:36,541    | 9.          | kiesett      | kiesett   | kiesett  | kiesett      | kiesett   | 9.       |
| Leontien Zijlaard-van Moorsel                                    | Női egyéni üldözőverseny   | 3:46,956  | 7.        | Petra Rossner (GER) · 3:41,509   | 3:49,795    | 8.          | kiesett      | kiesett   | kiesett  | kiesett      | kiesett   | 8.       |
| Gerben Broeren Gerhardus Cent Servais Knaven Niels van der Steen | Férfi csapat üldözőverseny | 4:25,693  | 12.       | kiesett                          | kiesett     | kiesett     | kiesett      | kiesett   | kiesett  | kiesett      | kiesett   | 12.      |

Időfutam
| Versenyző            | Versenyszám           | Idő      | Helyezés |
| -------------------- | --------------------- | -------- | -------- |
| Dirk Jan van Hameren | Férfi egyéni időfutam | 1:05,524 | 9.       |

Pontversenyek
| Versenyző    | Versenyszám       | Selejtező | Selejtező | Selejtező | Selejtező | Döntő     | Döntő | Helyezés |
| Versenyző    | Versenyszám       | Csoport   | lekörözés | Pont      | Hely.     | lekörözés | Pont  | Helyezés |
| ------------ | ----------------- | --------- | --------- | --------- | --------- | --------- | ----- | -------- |
| Léon van Bon | Férfi pontverseny | B         | 1         | 21        | 7.        | -         | 43    |          |

## Lovaglás
Díjlovaglás
| Versenyző                                                                        | Ló                                                      | Versenyszám | Selejtező | Selejtező | Selejtező | Selejtező | Selejtező | Selejtező | Selejtező | Selejtező | Selejtező | Selejtező | Selejtező  | Selejtező  | Döntő   | Döntő   | Döntő   | Döntő   | Döntő   | Döntő   | Döntő   | Döntő   | Döntő   | Döntő   | Döntő      | Helyezés |
| Versenyző                                                                        | Ló                                                      | Versenyszám | 1. kör    | 1. kör    | 2. kör    | 2. kör    | 3. kör    | 3. kör    | 4. kör    | 4. kör    | 5. kör    | 5. kör    | Összesítés | Összesítés | 1. kör  | 1. kör  | 2. kör  | 2. kör  | 3. kör  | 3. kör  | 4. kör  | 4. kör  | 5. kör  | 5. kör  | Összesítés | Helyezés |
| Versenyző                                                                        | Ló                                                      | Versenyszám | Pont      | Hely.     | Pont      | Hely.     | Pont      | Hely.     | Pont      | Hely.     | Pont      | Hely.     | Pont       | Hely.      | Pont    | Hely.   | Pont    | Hely.   | Pont    | Hely.   | Pont    | Hely.   | Pont    | Hely.   | Pont       | Helyezés |
| -------------------------------------------------------------------------------- | ------------------------------------------------------- | ----------- | --------- | --------- | --------- | --------- | --------- | --------- | --------- | --------- | --------- | --------- | ---------- | ---------- | ------- | ------- | ------- | ------- | ------- | ------- | ------- | ------- | ------- | ------- | ---------- | -------- |
| Ellen Bontje                                                                     | Olympic Larius                                          | Egyéni      | 303       | 23.       | 329       | 6.        | 318       | 8.        | 314       | 9.        | 313       | 10.       | 1577       | 8.         | 263     | 12.     | 276     | 10.     | 276     | 8.      | 271     | 10.     | 275     | 11.     | 1361       | 9.       |
| Anky van Grunsven                                                                | Bonfire                                                 | Egyéni      | 322       | 6.        | 327       | 7.        | 334       | 4.        | 329       | 4.        | 319       | 6.        | 1631       | 5.         | 280     | 5.      | 297     | 4.      | 291     | 4.      | 288     | 4.      | 291     | 4.      | 1447       | 4.       |
| Annemarie Sanders-Keijzer                                                        | Olympic Montreux                                        | Egyéni      | 290       | 40.       | 290       | 36.       | 283       | 43.       | 289       | 30.       | 284       | 39.       | 1436       | 40.        | kiesett | kiesett | kiesett | kiesett | kiesett | kiesett | kiesett | kiesett | kiesett | kiesett | kiesett    | 40.      |
| Tineke Bartels-de Vries                                                          | Olympic Courage                                         | Egyéni      | 313       | 7.        | 306       | 23.       | 309       | 13.       | 309       | 11.       | 297       | 27.       | 1534       | 15.        | 258     | 14.     | 261     | 15.     | 260     | 14.     | 261     | 15.     | 262     | 15.     | 1302       | 15.      |
| Ellen Bontje Anky van Grunsven Annemarie Sanders-Keijzer Tineke Bartels-de Vries | Olympic Larius Bonfire Olympic Montreux Olympic Courage | Csapat      |           |           |           |           |           |           |           |           |           |           |            |            |         |         |         |         |         |         |         |         |         |         | 4742       |          |

Díjugratás
| Versenyző                                     | Ló                             | Versenyszám | Selejtező | Selejtező | Selejtező | Selejtező | Selejtező | Selejtező | Selejtező  | Selejtező  | Döntő        | Döntő        | Döntő   | Döntő   | Végeredmény | Végeredmény |
| Versenyző                                     | Ló                             | Versenyszám | 1. kör    | 1. kör    | 2. kör    | 2. kör    | 2. kör    | 3. kör    | Összesítés | Összesítés | 1. kör       | 1. kör       | 2. kör  | 2. kör  | Végeredmény | Végeredmény |
| Versenyző                                     | Ló                             | Versenyszám | Pont      | Hely.     | Pont      | Össz.     | Hely.     | Pont      | Pont       | Hely.      | Bünt.        | Hely.        | Bünt.   | Hely.   | Pont/Bünt   | Helyezés    |
| --------------------------------------------- | ------------------------------ | ----------- | --------- | --------- | --------- | --------- | --------- | --------- | ---------- | ---------- | ------------ | ------------ | ------- | ------- | ----------- | ----------- |
| Jos Lansink                                   | Egano                          | Egyéni      | 82,50     | 1.        | 84,50     | 167,00    | 1.        |           | 167,00     | 19.        | visszalépett | visszalépett | kiesett | kiesett | kiesett     | 42.         |
| Piet Raymakers                                | Ratina Z                       | Egyéni      | 82,50     | 1.        | 72,50     | 155,00    | 4.        |           | 155,00     | 27.        | 0,00         | 1.           | 0,25    | 2.      | 0,25        |             |
| Bert Romp                                     | Waldo E                        | Egyéni      | 33,00     | 55.       | 15,00     | 48,00     | 71.       |           | 48,0       | 74.        | kiesett      | kiesett      | kiesett | kiesett | 48,00       | 74.         |
| Jan Tops                                      | Top Gun                        | Egyéni      | 70,50     | 13.       | 72,50     | 143,00    | 10.       |           | 143,00     | 37.        | 4,00         | 6.           | 4,25    | 3.      | 8,25        | 5.          |
| Jos Lansink Piet Raymakers Bert Romp Jan Tops | Egano Ratina Z Waldo E Top Gun | Csapat      |           |           |           |           |           |           |            |            | 4,00         | 1.           | 8,00    | 1.      | 12,00       |             |

Lovastusa
| Versenyző                                                              | Ló                                                           | Versenyszám | Díjlovaglás | Díjlovaglás | Tereplovaglás | Tereplovaglás | Tereplovaglás | Díjugratás | Díjugratás | Végeredmény | Végeredmény |
| Versenyző                                                              | Ló                                                           | Versenyszám | Bünt.       | Hely.       | Bünt.         | Hely.         | Össz.         | Bünt.      | Hely.      | Bünt.       | Helyezés    |
| ---------------------------------------------------------------------- | ------------------------------------------------------------ | ----------- | ----------- | ----------- | ------------- | ------------- | ------------- | ---------- | ---------- | ----------- | ----------- |
| Martin Lips                                                            | Olympic Writzmark                                            | Egyéni      | 63,20       | 35.         | 50,80         | 22.           | 21.           | 0,00       | 1.         | 114,00      | 15.         |
| Anchela Rohof                                                          | Capo di Capo                                                 | Egyéni      | 62,80       | 31.         | nem ért célba | nem ért célba | kiesett       | kiesett    | kiesett    | kiesett     | kiesett     |
| Fiona Henrietta van Serooskerken                                       | Olympic Bronze                                               | Egyéni      | 57,60       | 17.         | 97,20         | 44.           | 42.           | 26,00      | 59.        | 180,80      | 44.         |
| Eddy Stibbe                                                            | Olympic Bahlua                                               | Egyéni      | 66,80       | 49.         | kizárták      | kizárták      | kiesett       | kiesett    | kiesett    | kiesett     | kiesett     |
| Martin Lips Anchela Rohof Fiona Henrietta van Serooskerken Eddy Stibbe | Olympic Writzmark Capo di Capo Olympic Bronze Olympic Bahlua | Csapat      | 187,60      | 6.          | nem ért célba | nem ért célba | kiesett       | kiesett    | kiesett    | kiesett     | kiesett     |

## Műugrás
Férfi
| Versenyző       | Versenyszám    | Elődöntő | Elődöntő | Döntő  | Döntő    |
| Versenyző       | Versenyszám    | Pont     | Helyezés | Pont   | Helyezés |
| --------------- | -------------- | -------- | -------- | ------ | -------- |
| Edwin Jongejans | Egyéni műugrás | 383,13   | 7.       | 581,40 | 7.       |

Női
| Versenyző        | Versenyszám    | Elődöntő | Elődöntő | Döntő   | Döntő    |
| Versenyző        | Versenyszám    | Pont     | Helyezés | Pont    | Helyezés |
| ---------------- | -------------- | -------- | -------- | ------- | -------- |
| Daphne Jongejans | Egyéni műugrás | 277,29   | 14.      | kiesett | kiesett  |

## Ökölvívás
| Versenyző         | Versenyszám     | Selejtező                    | Nyolcaddöntő                    | Negyeddöntő                | Elődöntő                 | Döntő                         | Helyezés |
| Versenyző         | Versenyszám     | Ellenfél Eredmény            | Ellenfél Eredmény               | Ellenfél Eredmény          | Ellenfél Eredmény        | Ellenfél Eredmény             | Helyezés |
| ----------------- | --------------- | ---------------------------- | ------------------------------- | -------------------------- | ------------------------ | ----------------------------- | -------- |
| Miguel Dias       | Harmatsúly      | Kalai Riadh (TUN) · 1-17     | kiesett                         | kiesett                    | kiesett                  | kiesett                       | 17.      |
| Orhan Delibas     | Nagyváltósúly   | Cshö Giszu (KOR) · 3-0       | Chalit Boonsingkarn (THA) · RSC | Raul Marquez (USA) · 16-12 | Robin Reid (GBR) · 8-3   | Juan Carlos Lemus (CUB) · 1-6 |          |
| Raymond Joval     | Középsúly       | Likou Aliu (WSM) · RSC       | Ahmed Dine (ALG) · 14-22        | kiesett                    | kiesett                  | kiesett                       | 9.       |
| Arnold Vanderlyde | Nehézsúly       | Emilio Leti (WSM) · 14-0     | Chae Seong-Bae (KOR) · 14-13    | Paul Douglas (IRL) · RSC   | Félix Savón (CUB) · 3-23 | kiesett                       |          |
| Jerry Nijman      | Szupernehézsúly | Iraj Kia Rostami (IRI) · 9-5 | Wilhelm Fischer (GER) · 5-22    | kiesett                    | kiesett                  | kiesett                       | 9.       |

RSC - a játékvezető megállította a mérkőzést

## Röplabda

### Férfi
| Holland férfi röplabdacsapat-játékoskeret                                                      | Holland férfi röplabdacsapat-játékoskeret                                                             |
| ---------------------------------------------------------------------------------------------- | --- |
| - Edwin Benne - Peter Blangé - Ron Boudrie - Henk Jan Held - Martin van der Horst - Marko Klok | - Olof van der Meulen - Jan Posthuma - Avital Selinger - Martin Teffer - Ronald Zoodsma - Ron Zwerver |

#### Eredmények
Csoportkör
B csoport
|                         |      | Mérkőzések | Mérkőzések | Szettek | Szettek | Szettek | Pontok | Pontok | Pontok |
| Csapat                  | Pont | Gy         | V          | Sz+     | Sz–     | SzA     | P+     | P–     | PA     |
| ----------------------- | ---- | ---------- | ---------- | ------- | ------- | ------- | ------ | ------ | ------ |
| Brazília (BRA)          | 10   | 5          | 0          | 15      | 2       | 7,500   | 248    | 165    | 1,503  |
| Kuba (CUB)              | 9    | 4          | 1          | 13      | 5       | 2,600   | 231    | 180    | 1,283  |
| Egyesített Csapat (EUN) | 8    | 3          | 2          | 11      | 7       | 1,571   | 229    | 205    | 1,117  |
| Hollandia (NED)         | 7    | 2          | 3          | 8       | 9       | 0,889   | 218    | 181    | 1,204  |
| Dél-Korea (KOR)         | 6    | 1          | 4          | 3       | 12      | 0,250   | 142    | 212    | 0,670  |
| Algéria (ALG)           | 5    | 0          | 5          | 0       | 15      | 0,000   | 100    | 225    | 0,444  |

| 1992. július 26. 10:30 | Hollandia (NED)             | 1–3 | Kuba (CUB) | Játékvezető: Shimoyama Takashi (JPN), Umberto Suprani (ITA) |
| 1992. július 26. 10:30 | (12–15, 15–17, 15–6, 10–15) |     |            | Játékvezető: Shimoyama Takashi (JPN), Umberto Suprani (ITA) |

| 1992. július 28. 21:30 | Dél-Korea (KOR)    | 0–3 | Hollandia (NED) | Játékvezető: Neill Luebke (USA), Juan Angel Pereyra (ARG) |
| 1992. július 28. 21:30 | (5–15, 5–15, 7–15) |     |                 | Játékvezető: Neill Luebke (USA), Juan Angel Pereyra (ARG) |

| 1992. július 30. 19:00 | Hollandia (NED)     | 0–3 | Brazília (BRA) | Játékvezető: Yamagishi Norio (JPN), Peter Henry (CAN) |
| 1992. július 30. 19:00 | (11–15, 9–15, 4–15) |     |                | Játékvezető: Yamagishi Norio (JPN), Peter Henry (CAN) |

| 1992. augusztus 1. 15:00 | Hollandia (NED)    | 3–0 | Algéria (ALG) | Játékvezető: Peter Henry (CAN), Francisco Fraile Estival (ESP) |
| 1992. augusztus 1. 15:00 | (15–2, 15–5, 15–4) |     |               | Játékvezető: Peter Henry (CAN), Francisco Fraile Estival (ESP) |

| 1992. augusztus 3. 13:00 | Egyesített Csapat (EUN)    | 3–1 | Hollandia (NED) | Játékvezető: Genaro Torres (MEX), Heiner Loose (GER) |
| 1992. augusztus 3. 13:00 | (8–15, 15–9, 17–16, 15–12) |     |                 | Játékvezető: Genaro Torres (MEX), Heiner Loose (GER) |

Negyeddöntő
| 1992. augusztus 5. 10:30 | Olaszország (ITA)                | 2–3 | Hollandia (NED) | Játékvezető: Jean-Francois Marty (FRA), Levan Stepanian (ARM) |
| 1992. augusztus 5. 10:30 | (9–15, 15–12, 15–8, 2–15, 16–17) |     |                 | Játékvezető: Jean-Francois Marty (FRA), Levan Stepanian (ARM) |

Elődöntő
| 1992. augusztus 7. 10:30 | Hollandia (NED)      | 3–0 | Kuba (CUB) | Játékvezető: Juan Angel Pereyra (ARG), Gabriel Gimenez (ESP) |
| 1992. augusztus 7. 10:30 | (15–11, 15–13, 15–9) |     |            | Játékvezető: Juan Angel Pereyra (ARG), Gabriel Gimenez (ESP) |

Döntő
| 1992. augusztus 9. 13:00 | Hollandia (NED)     | 0–3 | Brazília (BRA) | Játékvezető: Genaro Torres (MEX), Gabriel Gimenez (ESP) |
| 1992. augusztus 9. 13:00 | (12–15, 8–15, 5–15) |     |                | Játékvezető: Genaro Torres (MEX), Gabriel Gimenez (ESP) |

| Csapat          | Helyezés |
| --------------- | -------- |
| Hollandia (NED) |          |

### Női
| Holland női röplabdacsapat-játékoskeret                                                                | Holland női röplabdacsapat-játékoskeret                                             |
| --- | ----------------------------------------------------------------------------------- |
| - Cintha Boersma - Erna Brinkman - Heleen Crielaard - Marjolein de Jong - Kirsten Gleis - Aafke Hament | - Vera Koenen - Irena Machovcak - Linda Moons - Henriëtte Weersing - Sandra Wiegers |

#### Eredmények
Csoportkör
B csoport
|                 |      | Mérkőzések | Mérkőzések | Szettek | Szettek | Szettek | Pontok | Pontok | Pontok |
| Csapat          | Pont | Gy         | V          | Sz+     | Sz–     | SzA     | P+     | P–     | PA     |
| --------------- | ---- | ---------- | ---------- | ------- | ------- | ------- | ------ | ------ | ------ |
| Kuba (CUB)      | 6    | 3          | 0          | 9       | 2       | 4,500   | 151    | 129    | 1,171  |
| Brazília (BRA)  | 5    | 2          | 1          | 7       | 6       | 1,167   | 170    | 145    | 1,172  |
| Hollandia (NED) | 4    | 1          | 2          | 4       | 8       | 0,500   | 136    | 166    | 0,819  |
| Kína (CHN)      | 3    | 0          | 3          | 5       | 9       | 0,556   | 174    | 191    | 0,911  |

| 1992. július 29. 19:00 | Hollandia (NED)           | 1–3 | Brazília (BRA) | Játékvezető: Cho Young-Ho (KOR), Peter Henry (CAN) |
| 1992. július 29. 19:00 | (9–15, 3–15, 15–11, 7–15) |     |                | Játékvezető: Cho Young-Ho (KOR), Peter Henry (CAN) |

| 1992. július 31. 10:30 | Hollandia (NED)                   | 3–2 | Kína (CHN) | Játékvezető: Neill Luebke (USA), Francisco Fraile Estival (ESP) |
| 1992. július 31. 10:30 | (6–15, 15–17, 15–13, 16–14, 15–6) |     |            | Játékvezető: Neill Luebke (USA), Francisco Fraile Estival (ESP) |

| 1992. augusztus 2. 19:00 | Kuba (CUB)            | 3–0 | Hollandia (NED) | Játékvezető: Juan Angel Pereyra (ARG), Stoyan-Kostov Stoyanov (BUL) |
| 1992. augusztus 2. 19:00 | (15–11, 15–11, 15–13) |     |                 | Játékvezető: Juan Angel Pereyra (ARG), Stoyan-Kostov Stoyanov (BUL) |

Rájátszás az elődöntőért
| 1992. augusztus 4. 19:00 | Egyesült Államok (USA)     | 3–1 | Hollandia (NED) | Játékvezető: Juan Angel Pereyra (ARG), Gabriel Gimenez (ESP) |
| 1992. augusztus 4. 19:00 | (15–11, 11–15, 15–8, 15–7) |     |                 | Játékvezető: Juan Angel Pereyra (ARG), Gabriel Gimenez (ESP) |

Az 5. helyért
| 1992. augusztus 6. 10:30 | Hollandia (NED)             | 1–3 | Japán (JPN) | Játékvezető: Laert De Souza (BRA), Neill Luebke (USA) |
| 1992. augusztus 6. 10:30 | (0–15, 15–11, 13–15, 10–15) |     |             | Játékvezető: Laert De Souza (BRA), Neill Luebke (USA) |

| Csapat          | Helyezés |
| --------------- | -------- |
| Hollandia (NED) | 6.       |

## Sportlövészet
Férfi
| Versenyző         | Versenyszám | Selejtező | Selejtező | Döntő   | Döntő    |
| Versenyző         | Versenyszám | Pont      | Helyezés  | Pont    | Helyezés |
| ----------------- | ----------- | --------- | --------- | ------- | -------- |
| Jack van Bekhoven | Légpuska    | 585       | 25.*      | kiesett | kiesett  |

Női
| Versenyző        | Versenyszám | Selejtező | Selejtező | Döntő   | Döntő    |
| Versenyző        | Versenyszám | Pont      | Helyezés  | Pont    | Helyezés |
| ---------------- | ----------- | --------- | --------- | ------- | -------- |
| Johanna Swinkels | Légpuska    | 389       | 17.**     | kiesett | kiesett  |

Nyílt
| Versenyző        | Versenyszám | Selejtező | Selejtező | Elődöntő | Elődöntő | Döntő   | Döntő    |
| Versenyző        | Versenyszám | Pont      | Helyezés  | Pont     | Helyezés | Pont    | Helyezés |
| ---------------- | ----------- | --------- | --------- | -------- | -------- | ------- | -------- |
| Hennie Dompeling | Skeet       | 143       | 42.***    | kiesett  | kiesett  | kiesett | kiesett  |
| Eric Swinkels    | Skeet       | 147       | 16.       | 197      | 8.       | kiesett | kiesett  |

* - egy másik versenyzővel azonos eredményt ért el

** - öt másik versenyzővel azonos eredményt ért el

*** - hét másik versenyzővel azonos eredményt ért el

## Szinkronúszás
| Versenyző                   | Versenyszám | Selejtező           | Selejtező           | Selejtező       | Selejtező  | Selejtező  | Döntő           | Döntő      | Helyezés |
| Versenyző                   | Versenyszám | Technikai gyakorlat | Technikai gyakorlat | Zenés gyakorlat | Összesítés | Összesítés | Zenés gyakorlat | Összesítés | Helyezés |
| Versenyző                   | Versenyszám | Pont                | Hely.               | Pont            | Pont       | Hely.      | Pont            | Pont       | Helyezés |
| --------------------------- | ----------- | ------------------- | ------------------- | --------------- | ---------- | ---------- | --------------- | ---------- | -------- |
| Frouke van Beek             | Egyéni      | 83,495              | 34.                 | kiesett         | kiesett    | kiesett    | kiesett         | kiesett    | kiesett  |
| Marjolijn Both              | Egyéni      | 85,834              | 16.                 | 93,080          | 178,914    | 8.         | 93,520          | 179,354    | 8.       |
| Tamara Zwart                | Egyéni      | 85,016              | 20.                 | kiesett         | kiesett    | kiesett    | kiesett         | kiesett    | kiesett  |
| Marjolijn Both Tamara Zwart | Páros       | 85,425              | 6.                  | 92,560          | 177,985    | 7.         | 93,920          | 179,345    | 7.       |

## Tenisz
Férfi
| Versenyző                     | Versenyszám | 64-es főtábla                             | 32-es főtábla                                                            | Nyolcaddöntő                                 | Negyeddöntő       | Elődöntő          | Döntő             | Helyezés |
| Versenyző                     | Versenyszám | Ellenfél Eredmény                         | Ellenfél Eredmény                                                        | Ellenfél Eredmény                            | Ellenfél Eredmény | Ellenfél Eredmény | Ellenfél Eredmény | Helyezés |
| ----------------------------- | ----------- | ----------------------------------------- | ------------------------------------------------------------------------ | -------------------------------------------- | ----------------- | ----------------- | ----------------- | -------- |
| Paul Haarhuis                 | Egyes       | Luiz Mattar (BRA) · 4-6, 6-3, 6-2, 6-2    | Goran Ivanišević (CRO) · 7-6(7–4), 2-6, 6-1, 3-6, 2-6                    | kiesett                                      | kiesett           | kiesett           | kiesett           | 17.      |
| Mark Koevermans               | Egyes       | Noszály Sándor (HUN) · 6-2, 6-3, 2-6, 6-2 | Sergi Bruguera (ESP) · 1-6, 6-3, 6-3, 6-2                                | Jaime Oncins (BRA) · 6-7(1–7), 0-6, 6-7(2–7) | kiesett           | kiesett           | kiesett           | 9.       |
| Jan Siemerink                 | Egyes       | Leonardo Lavalle (MEX) · 4-6, 4-6, 2-6    | kiesett                                                                  | kiesett                                      | kiesett           | kiesett           | kiesett           | 33.      |
| Paul Haarhuis Mark Koevermans | Páros       |                                           | Horvátország (CRO) · Goran Ivanišević · Goran Prpić · 6-2, 4-6, 2-6, 2-6 | kiesett                                      | kiesett           | kiesett           | kiesett           | 17.      |

Női
| Versenyző                                    | Versenyszám | 64-es főtábla                      | 32-es főtábla                                                           | Nyolcaddöntő                     | Negyeddöntő       | Elődöntő          | Döntő             | Helyezés |
| Versenyző                                    | Versenyszám | Ellenfél Eredmény                  | Ellenfél Eredmény                                                       | Ellenfél Eredmény                | Ellenfél Eredmény | Ellenfél Eredmény | Ellenfél Eredmény | Helyezés |
| -------------------------------------------- | ----------- | ---------------------------------- | ----------------------------------------------------------------------- | -------------------------------- | ----------------- | ----------------- | ----------------- | -------- |
| Nicole Muns-Jagerman                         | Egyes       | Kim Il-Sun (KOR) · 6-4, 6-4        | Julie Halard-Decugis (FRA) · 7-6(7-3), 7-6(7-5)                         | Anke Huber (GER) · 5-7, 6-7(3-7) | kiesett           | kiesett           | kiesett           | 9.       |
| Brenda Schultz-McCarthy                      | Egyes       | Li Fang (CHN) · 7-5, 6-7(4-7), 6-4 | Steffi Graf (GER) · 1-6, 0-6                                            | kiesett                          | kiesett           | kiesett           | kiesett           | 17.      |
| Nicole Muns-Jagerman Brenda Schultz-McCarthy | Páros       |                                    | Egyesült Államok (USA) · Gigi Fernández · Mary Joe Fernández · 0-6, 0-6 | kiesett                          | kiesett           | kiesett           | kiesett           | 17.      |

## Tollaslabda
| Versenyző                        | Versenyszám | Selejtező                                       | 32-es főtábla                                                              | Nyolcaddöntő      | Negyeddöntő       | Elődöntő          | Döntő             | Helyezés |
| Versenyző                        | Versenyszám | Ellenfél Eredmény                               | Ellenfél Eredmény                                                          | Ellenfél Eredmény | Ellenfél Eredmény | Ellenfél Eredmény | Ellenfél Eredmény | Helyezés |
| -------------------------------- | ----------- | ----------------------------------------------- | -------------------------------------------------------------------------- | ----------------- | ----------------- | ----------------- | ----------------- | -------- |
| Eline Coene                      | Női egyes   | Vóng Cön-fan (Wong Chun Fan) (HKG) · 8-11, 9-12 | kiesett                                                                    | kiesett           | kiesett           | kiesett           | kiesett           | 33.      |
| Erica van den Heuvel             | Női egyes   | Dakó Andrea (HUN) · 11-7, 11-3                  | Sarwendah Kusumawardhani (INA) · 8-11, 2-11                                | kiesett           | kiesett           | kiesett           | kiesett           | 17.      |
| Astrid van der Knaap             | Női egyes   | Fórián Csilla (HUN) · 11-3, 11-2                | Denyse Julien (CAN) · 12-9, 3-11, 9-11                                     | kiesett           | kiesett           | kiesett           | kiesett           | 17.      |
| Eline Coene Erica van den Heuvel | Női páros   |                                                 | Svédország (SWE) · Catrine Bengtsson · Maria Bengtsson · 10-15, 15-7, 8-15 | kiesett           | kiesett           | kiesett           | kiesett           | 17.      |

## Torna
Női
| Versenyző    | Versenyszám      | Selejtező | Selejtező | Döntő    | Döntő    |
| Versenyző    | Versenyszám      | Pontszám  | Helyezés  | Pontszám | Helyezés |
| ------------ | ---------------- | --------- | --------- | -------- | -------- |
| Elvira Becks | Talaj            | 19,412    | 38.       | kiesett  | kiesett  |
| Elvira Becks | Ugrás            | 19,575    | 36.       | kiesett  | kiesett  |
| Elvira Becks | Felemás korlát   | 19,437    | 48.       | kiesett  | kiesett  |
| Elvira Becks | Gerenda          | 18,737    | 71.       | kiesett  | kiesett  |
| Elvira Becks | Egyéni összetett | 77,161    | 47.       | 39,000   | 22.      |

## Úszás
Férfi
| Versenyző    | Versenyszám  | Előfutam | Előfutam | Előfutam | Döntő   | Döntő   | Döntő   | Helyezés |
| Versenyző    | Versenyszám  | Idő      | Hely.    | Össz.    | Típus   | Idő     | Hely.   | Helyezés |
| ------------ | ------------ | -------- | -------- | -------- | ------- | ------- | ------- | -------- |
| Marcel Wouda | 400 m gyors  | 3:55,70  | 1.       | 18.      | kiesett | kiesett | kiesett | kiesett  |
| Marcel Wouda | 200 m vegyes | 2:05,95  | 6.       | 22.      | kiesett | kiesett | kiesett | kiesett  |
| Marcel Wouda | 400 m vegyes | 4:28,51  | 7.       | 19.      | kiesett | kiesett | kiesett | kiesett  |

Női
| Versenyző                                                                      | Versenyszám            | Előfutam | Előfutam | Előfutam | Döntő   | Döntő   | Döntő   | Helyezés |
| Versenyző                                                                      | Versenyszám            | Idő      | Hely.    | Össz.    | Típus   | Idő     | Hely.   | Helyezés |
| ------------------------------------------------------------------------------ | ---------------------- | -------- | -------- | -------- | ------- | ------- | ------- | -------- |
| Marianne Muis                                                                  | 50 m gyors             | 26,43    | 5.       | 14.*     | B       | 26,24   | 3.*     | 11.*     |
| Inge de Bruijn                                                                 | 50 m gyors             | 25,86    | 3.       | 7.       | A       | 25,84   | 8.      | 8.       |
| Inge de Bruijn                                                                 | 100 m pillangó         | 1:01,12  | 4.       | 10.      | B       | 1:01,02 | 1.      | 9.       |
| Karin Brienesse                                                                | 100 m pillangó         | 1:01,33  | 5.       | 12.      | B       | 1:01,20 | 2.      | 10.      |
| Karin Brienesse                                                                | 100 m gyors            | 55,98    | 2.       | 7.*      | A       | 56,59   | 8.      | 8.       |
| Mildred Muis                                                                   | 100 m gyors            | 56,67    | 3.       | 14.*     | B       | 56,64   | 5.      | 13.      |
| Mildred Muis                                                                   | 200 m vegyes           | 2:19,10  | 7.       | 19.      | kiesett | kiesett | kiesett | kiesett  |
| Diane van der Plaats                                                           | 200 m gyors            | 2:05,42  | 8.       | 26.      | kiesett | kiesett | kiesett | kiesett  |
| Ellen Elzerman                                                                 | 100 m hát              | 1:03,96  | 6.       | 17.      | kiesett | kiesett | kiesett | kiesett  |
| Ellen Elzerman                                                                 | 200 m hát              | 2:17,34  | 7.       | 22.      | kiesett | kiesett | kiesett | kiesett  |
| Kira Bulten                                                                    | 100 m mell             | 1:11,81  | 1.       | 18.      | kiesett | kiesett | kiesett | kiesett  |
| Kira Bulten                                                                    | 200 m mell             | 2:37,09  | 2.       | 26.      | kiesett | kiesett | kiesett | kiesett  |
| Martine Janssen                                                                | 200 m mell             | 2:41,48  | 6.       | 31.      | kiesett | kiesett | kiesett | kiesett  |
| Martine Janssen                                                                | 100 m mell             | 1:15,10  | 6.       | 34.      | kiesett | kiesett | kiesett | kiesett  |
| Diane van der Plaats Mildred Muis Marianne Muis Karin Brienesse Inge de Bruijn | 4 × 100 m gyorsváltó   | 3:44,00  | 2.       | 4.       | A       | 3:43,74 | 5.      | 5.       |
| Ellen Elzerman Kira Bulten Inge de Bruijn Marianne Muis                        | 4 × 100 m vegyes váltó | 4:11,25  | 3.       | 4.       | A       | 4:10,87 | 8.      | 8.       |

* - egy másik versenyzővel azonos időt ért el

## Vitorlázás
Férfi
| Versenyző                       | Versenyszám     | Futam | Futam  | Futam | Futam  | Futam | Futam | Futam | Futam | Futam | Futam | Pontszám | Helyezés |
| Versenyző                       | Versenyszám     | 1     | 2      | 3     | 4      | 5     | 6     | 7     | 8     | 9     | 10    | Pontszám | Helyezés |
| ------------------------------- | --------------- | ----- | ------ | ----- | ------ | ----- | ----- | ----- | ----- | ----- | ----- | -------- | -------- |
| Stephen van den Berg            | Szörfvitorlázás | 13,0  | 20,0   | 19,0  | (51,0) | 18,0  | 17,0  | 5,7   | 0,0   | 0,0   | 25,0  | 117,7    | 7.       |
| Ben Kouwenhoven Jan Kouwenhoven | 470-es osztály  | 20,0  | (44,0) | 31,0  | 15,0   | 25,0  | 36,0  | 5,7   |       |       |       | 132,7    | 16.      |

Női
| Versenyző           | Versenyszám     | Futam  | Futam | Futam | Futam | Futam | Futam | Futam | Futam | Futam | Futam  | Pontszám | Helyezés |
| Versenyző           | Versenyszám     | 1      | 2     | 3     | 4     | 5     | 6     | 7     | 8     | 9     | 10     | Pontszám | Helyezés |
| ------------------- | --------------- | ------ | ----- | ----- | ----- | ----- | ----- | ----- | ----- | ----- | ------ | -------- | -------- |
| Dorien de Vries     | Szörfvitorlázás | 10,0   | 3,0   | 8,0   | 8,0   | 13,0  | 10,0  | 8,0   | 5,7   | 3,0   | (31,0) | 68,7     |          |
| Martine van Leeuwen | Europe          | (27,0) | 8,0   | 17,0  | 11,7  | 17,0  | 14,0  | 0,0   |       |       |        | 67,7     | 7.       |

Nyílt
| Versenyző                     | Versenyszám     | Futam  | Futam | Futam | Futam | Futam  | Futam | Futam | Pontszám | Helyezés |
| Versenyző                     | Versenyszám     | 1      | 2     | 3     | 4     | 5      | 6     | 7     | Pontszám | Helyezés |
| ----------------------------- | --------------- | ------ | ----- | ----- | ----- | ------ | ----- | ----- | -------- | -------- |
| Mark Neeleman Jos Schrier     | Csillaghajó     | 20,0   | 13,0  | 13,0  | 10,0  | (29,0) | 0,0   | 8,0   | 64,0     | 4.       |
| Paul Manuel Ron van Teylingen | Tornádó         | 10,0   | 16,0  | 10,0  | 3,0   | (21,0) | 18,0  | 8,0   | 65,0     | 6.       |
| Gerhard Potma Willem Potma    | Repülő hollandi | (29,0) | 16,0  | 18,0  | 16,0  | 20,0   | 19,0  | 24,0  | 113,0    | 18.      |

| Versenyző                                   | Versenyszám | Előfutam | Előfutam | Előfutam | Előfutam | Előfutam | Előfutam | Előfutam | Előfutam | Csoportkör | Csoportkör | Csoportkör | Csoportkör | Csoportkör | Csoportkör | Csoportkör | Kieséses szakasz | Kieséses szakasz | Helyezés |
| Versenyző                                   | Versenyszám | 1        | 2        | 3        | 4        | 5        | 6        | Pont     | Hely.    |            |            |            |            |            | Pont       | Hely.      | Elődöntő         | Döntő            | Helyezés |
| ------------------------------------------- | ----------- | -------- | -------- | -------- | -------- | -------- | -------- | -------- | -------- | ---------- | ---------- | ---------- | ---------- | ---------- | ---------- | ---------- | ---------------- | ---------------- | -------- |
| Hendrik Bergsma Peter Burggraaff Roy Heiner | Soling      | (24,0)   | 23,0     | 16,0     | 21,0     | 19,0     | 16,0     | 95,0     | 18.      | kiesett    | kiesett    | kiesett    | kiesett    | kiesett    | kiesett    | kiesett    | kiesett          | kiesett          | 18.      |

## Vízilabda
| Holland férfi vízilabdacsapat-játékoskeret                                                                                   | Holland férfi vízilabdacsapat-játékoskeret                                                                    |
| --- | --- |
| - Marc van Belkum - Bert Brinkman - Arie van de Bunt - Robert Havekotte - Koos Issard - John Jansen - Gijsbert van der Leden | - Harry van der Meer - Hans Nieuwenburg - Remco Pielstroom - John Scherrenburg - Jalo de Vries - Jan Wagenaar |

### Eredmények
Csoportkör
B csoport
| Csapat              | M | Gy | D | V | G+ | G– | Gk  | P |
| ------------------- | - | -- | - | - | -- | -- | --- | - |
| Spanyolország (ESP) | 5 | 4  | 1 | 0 | 52 | 36 | +16 | 9 |
| Olaszország (ITA)   | 5 | 3  | 2 | 0 | 41 | 34 | +7  | 8 |
| Magyarország (HUN)  | 5 | 2  | 2 | 1 | 49 | 46 | +3  | 6 |
| Kuba (CUB)          | 5 | 2  | 0 | 3 | 50 | 53 | –3  | 4 |
| Hollandia (NED)     | 5 | 0  | 2 | 3 | 36 | 46 | –10 | 2 |
| Görögország (GRE)   | 5 | 0  | 1 | 4 | 32 | 45 | –13 | 1 |

| 1992. augusztus 1. 21:00 | Spanyolország (ESP)  | 12–6 | Hollandia (NED) | Játékvezetők: Juergen Blan (GER), Vladimir Prikhodko (RUS) |
| 1992. augusztus 1. 21:00 | (5–3, 3–2, 1–1, 3–0) |      |                 | Játékvezetők: Juergen Blan (GER), Vladimir Prikhodko (RUS) |
| 1992. augusztus 1. 21:00 | Estiarte, García 4   |      | Scherrenburg 2  | Játékvezetők: Juergen Blan (GER), Vladimir Prikhodko (RUS) |

| 1992. augusztus 2. 10:45 | Hollandia (NED)      | 4–6 | Olaszország (ITA)     | Játékvezetők: Miroslav Radenovic (YUG), Haluk Toygarli (TUR) |
| 1992. augusztus 2. 10:45 | (0–2, 2–1, 0–1, 2–2) |     |                       | Játékvezetők: Miroslav Radenovic (YUG), Haluk Toygarli (TUR) |
| 1992. augusztus 2. 10:45 | négy játékos 1       |     | F. Porzio, Ferretti 2 | Játékvezetők: Miroslav Radenovic (YUG), Haluk Toygarli (TUR) |

| 1992. augusztus 3. 18:30 | Görögország (GRE)    | 4–4 | Hollandia (NED)             | Játékvezetők: Miroslav Radenovic (YUG), Roy Richard Gunell (CAN) |
| 1992. augusztus 3. 18:30 | (0–0, 1–0, 2–2, 1–2) |     |                             | Játékvezetők: Miroslav Radenovic (YUG), Roy Richard Gunell (CAN) |
| 1992. augusztus 3. 18:30 | négy játékos 1       |     | Nieuwenburg, Scherrenburg 2 | Játékvezetők: Miroslav Radenovic (YUG), Roy Richard Gunell (CAN) |

| 1992. augusztus 5. 10:45 | Hollandia (NED)      | 9–11 | Kuba (CUB)   | Játékvezetők: Richard Papazian (FRA), Radu Timoc (ROM) |
| 1992. augusztus 5. 10:45 | (5–3, 1–4, 0–2, 3–2) |      |              | Játékvezetők: Richard Papazian (FRA), Radu Timoc (ROM) |
| 1992. augusztus 5. 10:45 | Belkum, Meer 3       |      | öt játékos 2 | Játékvezetők: Richard Papazian (FRA), Radu Timoc (ROM) |

| 1992. augusztus 6. 10:45 | Magyarország (HUN)   | 13–13 | Hollandia (NED)        | Játékvezetők: Radu Timoc (ROM), Richard Papazian (FRA) |
| 1992. augusztus 6. 10:45 | (5–3, 3–4, 1–3, 4–3) |       |                        | Játékvezetők: Radu Timoc (ROM), Richard Papazian (FRA) |
| 1992. augusztus 6. 10:45 | Benedek 4            |       | Belkum, Scherrenburg 4 | Játékvezetők: Radu Timoc (ROM), Richard Papazian (FRA) |

A 9–12. helyért
E csoport
| Csapat              | M | Gy | D | V | G+ | G– | Gk  | P |
| ------------------- | - | -- | - | - | -- | -- | --- | - |
| Hollandia (NED)     | 3 | 2  | 1 | 0 | 28 | 20 | +8  | 5 |
| Görögország (GRE)   | 3 | 2  | 1 | 0 | 24 | 18 | +6  | 5 |
| Franciaország (FRA) | 3 | 1  | 0 | 2 | 28 | 31 | –3  | 2 |
| Csehszlovákia (TCH) | 3 | 0  | 0 | 3 | 22 | 33 | –11 | 0 |

| 1992. augusztus 8. 17:30 | Csehszlovákia (TCH)  | 8–9 | Hollandia (NED) | Játékvezetők: Radu Timoc (ROM), Nikolaj Lalov (BUL) |
| 1992. augusztus 8. 17:30 | (2–0, 3–2, 2–3, 1–4) |     |                 | Játékvezetők: Radu Timoc (ROM), Nikolaj Lalov (BUL) |
| 1992. augusztus 8. 17:30 | Polačik 4            |     | Jansen 3        | Játékvezetők: Radu Timoc (ROM), Nikolaj Lalov (BUL) |

| 1992. augusztus 9. 11:30 | Franciaország (FRA)  | 8–15 | Hollandia (NED) | Játékvezetők: Vuszek Antal (HUN), Nikolaj Lalov (BUL) |
| 1992. augusztus 9. 11:30 | (0–8, 1–2, 4–4, 3–1) |      |                 | Játékvezetők: Vuszek Antal (HUN), Nikolaj Lalov (BUL) |
| 1992. augusztus 9. 11:30 | Ducher 3             |      | Belkum 6        | Játékvezetők: Vuszek Antal (HUN), Nikolaj Lalov (BUL) |

| Csapat          | Helyezés |
| --------------- | -------- |
| Hollandia (NED) | 9.       |